# Маёвка (Свердловская область)
Маёвка — посёлок в Свердловской области России, входящий в муниципальное образование Алапаевское. Управляется Деевским территориальным управлением.

## География
Посёлок расположен в 30 километрах на юго-запад от города Алапаевска.

## Часовой пояс
Маёвка, как и вся Свердловская область, находится в часовой зоне МСК+2. Смещение применяемого времени относительно UTC составляет +5:00.

## Население
| 2002 | 2010 |
| ---- | ---- |
| 41   | ↘25  |